# 威尔士第四台管理局
威尔士第四台管理局（英語：S4C Authority）是英国负责管理威尔士第四台（S4C）的独立机构，受英国数字化、文化、媒体和体育大臣监管，其经费主要来自BBC的电视授权费用。
尽管S4C管理局不受英国通讯管理局（Ofcom）节制，但二者仍有合作。